# Общецерковная аспирантура и докторантура имени святых равноапостольных Кирилла и Мефодия
Общецерко́вная аспиранту́ра и докторанту́ра им. святы́х равноапо́стольных Кири́лла и Мефо́дия (ОЦАД) — высшее учебное заведение Русской православной церкви, дающее послевузовское духовное образование, готовящее учащихся к соисканию богословских учёных степеней: магистра, кандидата и доктора богословия и кандидата и доктора теологии. Создана в марте 2009 года на базе филиала аспирантуры Московской духовной академии при Отделе внешних церковных связей Московского патриархата.

## История
Аспирантура была образована 13 декабря 1963 года как филиал аспирантуры Московской духовной академии при Отделе внешних церковных связей Московского патриархата. Филиал был создан по инициативе митрополита Ленинградского и Ладожского Никодима (Ротова) и по решению Священного синода РПЦ.
Филиал располагался в помещениях отдела внешних церковных связей в Москве. Состоялось 46 выпусков.
31 марта 2009 года филиал был преобразован в Общецерковную аспирантуру и докторантуру имени святых равноапостольных Кирилла и Мефодия. Это произошло по поручению патриарха Кирилла на заседании Священного синода и решением Священного синода РПЦ. 27 июля 2009 года был утверждён устав, а в сентябре 2010 года начались экзамены в аспирантуру. Аспирантура переехала в трёхэтажное здание на территории Патриаршего Черниговского подворья, Москва.
4 сентября 2012 года в Общецерковном диссертационном совете защищена первая докторская работа.
30 мая 2016 года был создан Объединённый диссертационный совет Д 999.073.04 по специальности 26.00.01 Теология (философские науки, исторические науки). Он был создан на базе Общецерковной аспирантуры и докторантуры, а также Православного Свято-Тихоновского гуманитарного университета (ПСТГУ), Московского государственного университета (МГУ) и Российской академии народного хозяйства и государственной службы при Президенте Российской Федерации (РАНХиГС).
7 февраля 2018 года аспирантура получила государственную аккредитацию по направлению подготовки 48.00.00 («Теология») на двух высших уровнях образования (магистратура и аспирантура) с правом выдачи диплома государственного образца.
14 марта 2017 года резолюцией патриарха Кирилла ПК-01/251 на базе ОЦАД создан Кандидатский диссертационный совет.
26 апреля 2018 года выдано разрешение Министерства образования и науки на ликвидацию существующего совета и создание вместо него объединённого совета Д.999.213.04 по защите диссертаций на соискание ученой степени кандидата и доктора теологии по той же специальности.
Согласно приказу Министерства науки и высшего образования РФ от 30 августа 2022 года № 1032/нк, диссертационный совет по теологии на базе ОЦАД, ПСТГУ, РАНХиГС и МГУ прекратил свою деятельность.

## Описание
Общецерковная аспирантура и докторантура готовит специалистов в области межправославных, межхристианских и церковно-общественных отношений. Обучение в очной магистратуре длится 2 года, в аспирантуре 3-4 года и завершается написанием диссертации (магистерской, кандидатской, докторской).
Имеются программы магистратуры по направления подготовки 48.04.01 «Теология»: «Внешние церковные связи» и аналогичную программу церковной магистратуры (не имеющую гос. аккредитации); «Философия и история религии» (совместно с НИУ «Высшая школа экономики» (далее — ВШЭ)); «Христианские источники», «Каноническое право» (совместно с ВШЭ); программа подготовки научно-педагогических кадров в аспирантуре «Актуальные проблемы богословия», «Теология» и аналогичная программа церковной аспирантуры без государственной аккредитации, программу церковной докторантуры по богословию и церковной истории. В 2023 году открыта магистерская программа «Историческая литургика»

Согласно данным федерального «Мониторинга вузов» 2022 года Минобрнауки РФ в ОЦАД обучается 42 человека.

## Руководители
Заведующие Филиалом аспирантуры МДА при ОВЦС (1963—2009):
- 1963—1966: Филарет (Вахромеев), архимандрит[13];
- 1966—1976: Огицкий, Дмитрий Петрович, профессор;
- 1981—2004: Осипов, Алексей Ильич, профессор;
- 2004—2009: Савва (Тутунов), иеромонах.

Ректоры:
- 31 марта 2009 — 7 июня 2022 — Иларион (Алфеев), митрополит
- с 7 июня 2022 — Максим Козлов, протоиерей